# Вернет, Иван Филиппович
Иван Филиппович Вернет (фр. Jean Vernet; 1760, Монбельяр, Швейцария (ныне Франция) — ок. 1825, Харьков, Российская империя) — писатель, педагог и журналист. Получил широкую известность в Слободском крае как автор воспоминаний о Григории Сковороде и интеллектуальной истории Харькова. Вернет принадлежит к числу важнейших биографов Сковороды наряду с Густавом Гессом де Кальве и Михаилом Коваленским.
Жан Верне долгое время жил во Франции, Швейцарии, Германии и России. Готовился быть реформатским пастором, — окончил отделение теологии Тюбингенского университета, свободно владел французским, немецким, латинским и русским языками. Окончив университет, поступил на писарскую службу к Суворову, после отставки остался в России и служил гувернёром в Харькове, где стал заниматься журналистикой.
Вернет был хорошо знаком с харьковскими дворянами и неоднократно виделся на приёмах с Григорием Сковородой. В своих воспоминаниях Вернет не без обид вспоминал о манере Сковороды вести спор, а также весьма критично оценивал его воззрения. По воспоминаниям Вернета, Сковорода не любил его, предпочитал общаться с немцами и малороссиянами, был груб в рассуждениях, хоть и талантлив. Вернет припоминает, что Сковорода как-то раз окрестил его «мужчиною с бабьим умом». Иван Филиппович Вернет был очень сентиментальным и лиричным писателем, находился под сильным впечатлением от трудов Конрада Геснера, Локка, Кондильяка, Жан-Жака Руссо и Лоуренса Стерна. 
Под впечатлением от странствий Сковороды Вернет побывал на его могиле и сам отправился в странствие. Из Харькова переселился в Таганрог, затем — в Новгород-Северский, где преподавал в гимназии французский язык (ок. 1810).